# Helmut Kajzar

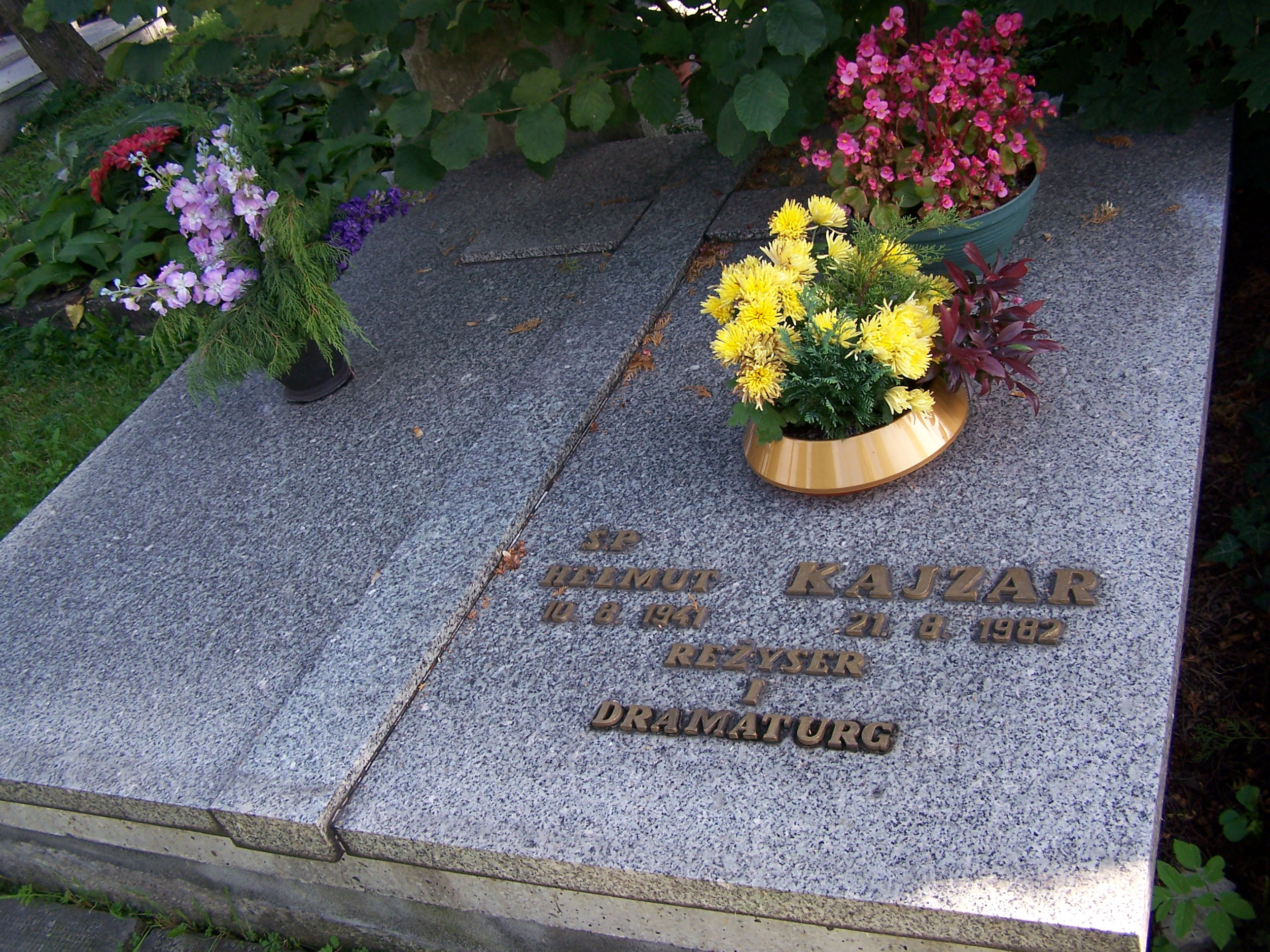
Grób Helmuta Kajzara na cmentarzu ewangelickim w Cieszynie

Helmut Kajzar (ur. 18 sierpnia 1941 w Bielsku, zm. 21 sierpnia 1982 we Wrocławiu) – polski dramaturg, reżyser teatralny, teoretyk teatru. Twórca koncepcji „teatru metacodziennego” (lub „metacodzienności”). Reżyser wielu sztuk Tadeusza Różewicza.

## Życiorys
Pochodził z rodziny chłopskiej, jego rodzicami byli Jan Kajzar i Paulina z Kulischów. Uczęszczał do szkoły podstawowej w Grodźcu, następnie do gimnazjum w Bielsku-Białej, które ukończył w 1959 r. Studiował filozofię, a następnie filologię polską na Uniwersytecie Jagiellońskim, gdzie zadebiutował jako aktor w przedstawieniu Król Edyp studenckiego „Teatru 38”. Po ukończeniu studiów w 1965 r. dostał się do Państwowej Wyższej Szkoły Teatralnej w Warszawie. Jego pracami dyplomowymi były sztuki Boleslaw Śmiały Wyspiańskiego (1969 r. w Teatrze Współczesnym we Wrocławiu, oprawa plastyczna Józefa Szajny) oraz Śmieszny staruszek Tadeusza Różewicza (Teatr Polski we Wrocławiu). W 1971 r. został członkiem Związku Literatów Polskich, pracował jako reżyser Teatru Współczesnego we Wrocławiu, w którym wystawiał sztuki Różewicza, oraz Teatru Polskiego Radia. Był wykładowcą Państwowej Wyższej Szkoły Filmowej w Łodzi oraz szkół filmowych w Berlinie Wschodnim i Sztokholmie.
Za granicą organizował przedstawienia polskich sztuk teatralnych: Tadeusza Różewicza Akt przerywany (Getynga, 1972), Stara kobieta wysiaduje (Tybinga, 1974), Śmieszny staruszek (Londyn, 1977), Sławomira Mrożka Policja (Tybinga 1975). W 1973 r. wziął udział w Międzynarodowych Warsztatach Teatralnych w Scheersbergu i Tybindze (RFN) oraz w Gränna (Szwecja), gdzie przygotował Ślub Gombrowicza, Stara kobieta wysiaduje Różewicza oraz Wypadek i zdarzenie na podstawie własnej sztuki o pierwotnym tytule Trzema krzyżykami. W 1979 r. odznaczony Srebrnym Krzyżem Zasługi.

## Życie prywatne
Pierwszy mąż aktorki teatralnej Jolanty Lothe.
Zmarł we Wrocławiu. Jest pochowany na cmentarzu ewangelickim w Cieszynie.

## Twórczość

### Utwory teatralne
- Pater noster – druk w Dialog w 1969 r., prapremiera pt. Paternoster w Teatrze Współczesnym we Wrocławiu (1970 r., reżyseria Jerzy Jarocki). Najlepszy spektakl teatralny w sezonie 70/71 na scenach wrocławskich, nagrodzony Złotą Statuetką[2].
- Rycerz Andrzej – komedia, druk w Dialogu w 1970 r., prapremiera w Teatrze Studio w Warszawie w 1974 r.
- Gwiazda – monodram, druk w Dialogu w 1971 r., prapremiera w Teatrze im. Stefana Żeromskiego w Kielcach, 1972 r. Ukazał się w 1980 r. przekład czeski pt. Hvezda.
- +++ (trzema krzyżykami) – utwór powstały w 1972 r., wydrukowany w Dialogu rok później. Prapremiera w Teatrze Studentów i Młodzieży Pracującej „ETAM 2” w Krakowie w 1975 r.
- Koniec pół świni – słuchowisko radiowe, opublikowane w Dialogu w 1974 r., prapremiera pt. Koniec półświni w Teatrze Dramatycznym w Wałbrzychu w 1978 r.
- Ciąg dalszy – utwór dramatyczny, druk w czasopiśmie Nowy Wyraz w 1976 r., przekład na język niemiecki w 1981 r. (Kaufhaus des Westens. Fernsehop(f)er.
- Samoobrona (Magiczny manifest, 1975) – druk w Dialogu (1976 r.), przekład na niemiecki w 1982 r. Prapremiera (pod tytułem Teatr metacodzienny samoobrona) we wrocławskim Teatrze Współczesnym w 1981 r.
- Villa dei misteri – druk w Dialogu w 1977 r., prapremiera pt Villa dei misteri (Dom tajemnic) w Teatrze Współczesnym (Wrocław, 1979 r.).
- Musikkraker – monodram, opublikowany w Dialogu w 1979 r., prapremiera odbyła się w gdyńskim Teatrze Muzycznym w 1981 r.
- Obora – prapremiera w Teatrze Małym w Warszawie (1980 r.), pierwszy druk tekstu w czasopiśmie Scena w 1981 r.
- Włosy błazna – druk w Dialogu w 1980 r.
- Król Dawid – publikacja w tomie Sztuki teatralne 1972-1982, prapremiera w Transformtheater w Berlinie Zachodnim (1986 r.). Dramat, poświęcony zagładzie Żydów, nie został ukończony – spisał go z rękopisów Andrzej Falkiewicz[3].
- Wyspy Galapagos – druk w Dialogu w 1982 r., prapremiera w poznańskim Teatrze Polskim (Scena w Malarni) w 1985 r.
- Aktorka (również tytuły: Akt-orka i AKT-orka) – prapremiera w warszawskim Teatrze Powszechnym (Mała Scena) w 1985 r.
- a także nie publikowane za życia autora szkice (zebrane w tomie Nie drukowane pod red. Andrzeja Falkiewicza) – Liturgia na listopad, Czerwone skały, Dwie maski, Odpowiedź na ankietę, Krew, Jarocki, Gorzkie żale Antoniego Fałata z intermedium Krzysztofa Zarębskiego i Helmuta Kajzara przeciwko ubóstwianiu protez, Ksiądz Franciszek Bohomolec, Rodzina, Matka natura, Linia życia (rozmowa z Janem Dobkowskim), Doskonałość (o obrazach Jerzego Nowosielskiego), Teatr cudu (Andrzej Majewski – dialogomonolog), Czerń (Jerzy Grzegorzewski), „Marsz” Mieczysława Piotrowskiego, Labirynt, Jadalnia, Eksperyment, Co to jest „wszystko” (o dramatach Tadeusza Różewicza), Sen i przebudzenie, Letargi.

### Utwory prozatorskie
- Bez końca – opowiadanie,
- Epitafia (Pani Nosek, Jerzy, Zdjęcie, Profesor, Pani Anna, Pastor Jan Lasota) – proza poetycka.

### Przekłady i adaptacje
- Publiczność zwymyślana (Peter Handke), Dialog 1969 r.
- Antygona (Sofokles) – wystawiona w Teatrze Polskim we Wrocławiu (1971 r.), druk fragmentów w Nowym Wyrazie (1972 r.).
- Górna Austria (Franz Xaver Kroetz) – przekład opublikowany w Dialogu w 1973 r., na deskach Teatru Ateneum („Scena 61”, 1971 r.).
- Terminator (Sztuka bez słów. Das Mündel will Vormund sein (Peter Handke) – Nowy Wyraz (1975 r.), premiera w Teatrze Dramatycznym w Opolu (1977 r.).
- Pijacy (adaptacja i reżyseria sztuki Franciszka Bohomolca) – wystawiona w Teatrze Współczesnym we Wrocławiu (1976 r.).
- Sceny małżeńskie (Franz Xaver Kroetz) – wystawione w Teatrze Śląskim w Katowicach (1977 r.).
- Świadkowie, czyli nasza mała stabilizacja Tadeusza Różewicza – adaptacja radiowa (1968 r.).
- Koloratura – montaż wierszy Wisławy Szymborskiej (premiera radiowa w 1969 r.).
- Odejście głodomora Tadeusza Różewicza, adaptacja radiowa (1979 r.).

## W kulturze
- W 2002 r. (20 lat po śmierci Kajzara) odbył się we Wrocławiu festiwal poświęcony jego twórczości – „Kajzar dziś”.